# Биометријски пасош
Биометријски пасош, познатији још као е-пасош (енгл. e-passport, ePassport) и дигитални пасош, је пасош који садржи биометријске податке особе у папирном и електронском облику ради потврде идентитета носиоца. Карактеристике чипа и документација се налазе у документу Организације међународног цивилног ваздухопловства Doc 9303. Битне информације пасоша су и одштампане на страни о подацима и ускладиштене у чипу.
Подаци се поред записа на папиру пасоша записују и у посебан чип. У чипу се налазе и информације потребне ради препознавања геометрије лица, отисака прста и изгледа мрежнице.
Овај пасош је скоро немогуће фалсификовати и злоупотребити а веома тешко је и његово уништење односно уништење чипа који се налази унутар пасоша и који чува податке.
Иако су се многе организације за заштиту људских права одупирале коришћењу биометријске технологије и увођењу нових биометријски пасоша, увело их је већина развијених земаља, али и многе друге широм света.
Србија спада у групу земаља које су увеле најсавременији облик биометријског пасоша.
Пасош Србије у себи садржи РФИД (Радио-фреквентни идентификатор). РФИД у пасошима имају Норвешка (2005), Јапан (1. март 2006), већина земаља Европске уније (око 2006), Аустралија и САД (2007), Србија (јул 2008), Црна Гора (2008), Република Кореја (август 2008), Албанија (јануар 2009), као и Босна и Херцеговина (2009).
Стандард за РФИД пасоше дефинисала је Организација међународне цивилне авијације (ИЦАО) у документу ИЦАО 9303 заснована према ИСО/ИЕЦ 14443.
Први РФИД (Е-пасош) издала је Малезија 1998. године.

## Галерија
- Азербејџан
- Албанија
- Аустрија
- Белгија
- Босна и Херцеговина
- Брунеј
- Црна Гора
- Чешка Република
- Данска
- Естонија
- Финска
- Грчка
- Холандија
- Република Хрватска
- Ирска
- Исланд
- Италија
- Јапан
- Јужна Кореја
- Казахстан
- Лихтенштајн
- Литванија
- Мађарска
- Република Македонија
- Малдиви
- Нови Зеланд
- Норвешка
- Немачка
- Пољска
- Русија
- САД
- Словачка
- Србија
- Судан
- Швајцарска
- Тајланд
- Тајван
- Туркменистан